# Julija Uranija
Julija Uranija (grčki Ιουλìα Ουρανìа, latinski Ivlia Urania) bila je kraljica Mauretanije. Njezin je muž bio berberski vladar Ptolemej, kralj Mauretanije (Πτολεμαῖος), čiji su roditelji bili kralj Juba II. († 23.) i kraljica Kleopatra Selena II. Godine 38., Julija je suprugu rodila jedino dijete, kćer koju su zvali Druzila (Δρουσίλλη), preko koje bijaše baka Gaja Julija Aleksija, kralj-svećenika Emese.
Uranijina je robinja bila Julija Bodina, koja je, nakon što je dobila slobodu, dala spomenuti Uraniju na svom nadgrobnom spomeniku.

## Ime
Uranija („nebeska”) ime je jedne božice, koja je bila kći Zeusa. Ime božice povezano je s imenom njezina djeda Urana (Οὐρανός).